# Dragan Andrić
Dragan Andrić (ur. 6 czerwca 1962 w Dubrowniku) – piłkarz wodny, w barwach Jugosławii dwukrotny złoty medalista olimpijski.
Mierzący 192 cm wzrostu zawodnik mistrzem olimpijskim był w Los Angeles w 1984 (Jugosławia była jednym z państw komunistycznych, które wzięły udział w olimpiadzie) oraz w Seulu. W 1986 mistrzem świata. Był długoletnim graczem Partizana Belgrad, grał również we Włoszech. Po zakończeniu kariery został trenerem.